# Cetatea Wildenburg
Cetatea Wildenburg este situat în regiunea Eifel, Parcul național Eifel, districtul Euskirchen, landul Renania de Nord-Westfalia, Germania. Ea a fost construită între anii 1202 - 1235 fiind una dintre puținele cetăți din Eifel care n-au fost distruse în timpul confictelor 1202 und 1235 din evul mediu. Cetatea a asigurat în trecut dominația militară în vestul regiunii Eifel până la granița cu Belgia. La ea se poate ajunge numai pe șoseaua 22 prin Steinfeld, șosea care urmează cursul râului Urft.